# Phạm Phú Bình
Phạm Phú Bình (sinh ngày 12 tháng 3 năm 1973) là chuyên gia kinh tế, chính trị gia nước Cộng hòa xã hội chủ nghĩa Việt Nam. Ông hiện là Ủy viên Thường trực Ủy ban Đối ngoại của Quốc hội, Phó Chủ tịch Nhóm Nghị sĩ hữu nghị Việt Nam – Liên bang Nga, Phó Chủ tịch Nhóm Nghị sĩ hữu nghị Việt Nam – Vương quốc Anh, Đại biểu Quốc hội khóa XV từ Nghệ An. Ông từng là Vụ trưởng Vụ Hợp tác quốc tế, Bộ Tài nguyên và Môi trường.
Phạm Phú Bình là đảng viên Đảng Cộng sản Việt Nam, học vị Cử nhân Kinh tế Thương mại, MBA, Tiến sĩ Khoa học quản lý, Cao cấp lý luận chính trị. Ông có sự nghiệp từng tham gia công tác ở nhiều cơ quan, tổ chức trong và ngoài nước trước khi tập trung hoạt động ở Quốc hội.

## Xuất thân và giáo dục
Phạm Phú Bình sinh ngày 12 tháng 3 năm 1973 tại Hà Nội, nguyên quán xã Nguyên Xá, huyện Vũ Thư, tỉnh Thái Bình. Ông lớn lên và tốt nghiệp phổ thông năm 1989 tại Hà Nội, học dự bị tiếng Nga tại Đại học Ngoại ngữ Hà Nội trước khi đi Liên Xô vào năm 1990 để học đại học và tốt nghiệp Cử nhân Kinh tế Thương mại tại Đại học Kinh tế Thương mại Lviv ở thành phố Lviv, Ukraina, sau đó về nước học cao học và nhận bằng Thạc sĩ Quản trị kinh doanh tại Trường Đại học Kinh tế Quốc dân. Sau đó, ông sang Vương quốc Anh vào năm 2002, là nghiên cứu sinh chuyên ngành Khoa học quản lý – Kinh doanh Quốc tế ở Đại học Leeds, bảo vệ thành công Luận án Tiến sĩ đề tài "Foreign Market Entry Strategies in Emerging Markets and the Quartet Bargaining Relationship – a Study of the Entry of Telecommunications Multinationals in Viet Nam", trở thành Tiến sĩ Khoa học quản lý vào năm 2007. Ông được kết nạp Đảng Cộng sản Việt Nam vào ngày 29 tháng 12 năm 2000, trở thành đảng viên chính thức sau đó 1 năm, từng theo học các khóa học chính trị ở Học viện Chính trị Quốc gia Hồ Chí Minh và tốt nghiệp Cao cấp lý luận chính trị.

## Sự nghiệp
Tháng 4 năm 1995, sau khi tốt nghiệp đại học, Phạm Phú Bình bắt đầu công tác tại Ban Dịch vụ Thị trường của Hãng Hàng không Quốc gia Việt Nam, đảm nhận qua các chức vụ Chuyên viên Phòng Dịch vụ Trên không, Chuyên viên Phòng Dịch vụ Mặt đất. Tháng 3 năm 1999, ông chuyển sang Tổng Công ty Bưu chính Viễn thông việt Nam, nay là Tập đoàn Bưu chính Viễn thông Việt Nam, công tác tại công ty con là Công ty Tài chính Bưu Điện, đảm nhận qua các chức vụ Chuyên viên Phòng Kế toán – Ngân quỹ, Chuyên viên Tổng hợp, rồi Trợ lý Giám đốc, Trưởng phòng Chứng khoán. Sau đó 2 năm, vào tháng 9 năm 2001, ông tới Viện Kinh tế Bưu Điện, thuộc Học viện Công nghệ Bưu chính Viễn thông làm Nghiên cứu viên của Phòng Nghiên cứu tổng hợp. Năm 2002, ông sang Vương quốc Anh để nghiên cứu tiến sĩ, đồng thời tham gia công tác giảng dạy tại Đại học Leeds, rồi trở về vào tháng 9 năm 2008, nhậm chức Trưởng phòng Nghiên cứu Thị trường của Viện Kinh tế Bưu Điện. Tháng 5 năm 2009, ông chuyển đổi từ viên chức sang công chức, điều tới Bộ Tài nguyên và Môi trường, được bổ nhiệm làm Phó Vụ trưởng Vụ Hợp tác quốc tế, rồi được giao công tác phụ trách Vụ.
Tháng 1 năm 2015, Phạm Phú Bình nhậm chức Vụ trưởng Vụ Hợp tác quốc tế, đồng thời là Ủy viên Ban Chấp hành Đảng ủy Bộ Tài nguyên và Môi trường, Bí thư Chi bộ Vụ, Tổng Thư ký Hội Hữu nghị Việt Nam – Belarus, Phó Chủ tịch Hội Hữu nghị Việt Nam – Đan Mạch. Năm 2021, với sự giới thiệu của Ủy ban Trung ương Mặt trận Tổ quốc Việt Nam, Ủy ban Thường vụ Quốc hội, ông tham gia ứng cử đại biểu Quốc hội từ Nghệ An, thuộc đơn vị bầu cử số 3 gồm thị xã Hoàng Mai, huyện Yên Thành, Quỳnh Lưu, rồi trúng cử Đại biểu Quốc hội khóa XV với tỷ lệ 86,67%. Ngày 21 tháng 7 năm 2021, ông được phê chuẩn làm Ủy viên Thường trực Ủy ban Đối ngoại của Quốc hội, hiện đồng thời là Phó Chủ tịch Nhóm Nghị sĩ hữu nghị Việt Nam – Liên bang Nga, Phó Chủ tịch Nhóm Nghị sĩ hữu nghị Việt Nam – Vương quốc Anh.